# Valea Lupului, Bacău
Valea Lupului este un sat în comuna Vultureni din județul Bacău, Moldova, România. La recensământul din 2002 avea o populație de 31 locuitori.